# Garde-Kavallerie-Schützen-Division
Die Garde-Kavallerie-(Schützen-)Division war ein im Frühjahr 1918 gebildeter Großverband der Preußischen Armee, aus dem nach der Novemberrevolution eine Vielzahl von Freikorps hervorging.

## Geschichte
Die Garde-Kavallerie-Schützen-Division wurde im Frühjahr 1918 aus der von der Ostfront zurückgekehrten Garde-Kavallerie-Division und Teilen anderer Divisionen aufgestellt. Divisionskommandeur war Generalleutnant Heinrich von Hofmann, Erster Generalstabsoffizier Hauptmann Waldemar Pabst. Von der Frühjahrsoffensive wurde Major Willy Rohr mit seinem Sturm-Bataillon nach Maubeuge befohlen, um die Division für den westlichen Kriegsschauplatz auszubilden. Im Rahmen dieser Ausbildung war eine „Große Übung“ im Divisionsrahmen angesetzt. Zuschauer jener Übung waren der österreichische Kaiser Karl I., Kronprinz Wilhelm von Preußen, Paul von Hindenburg und Erich Ludendorff von der Obersten Heeresleitung, die Generäle Friedrich Sixt von Armin, Fritz von Loßberg, Oskar von Hutier und andere. Zum Abschluss der Ausbildungstätigkeit besichtigte Hindenburg am 23. Mai die Division. Sie wurde ab Ende Mai 1918 an der Westfront in der Champagne eingesetzt, ab dem 15. Juli in der Angriffsschlacht an der Marne, und schließlich zwischen dem 17. August und dem 4. September in der Abwehrschlacht zwischen Oise und Aisne. Ab Oktober 1918 deckte die Division den Rückmarsch der 1. Armee.
Der erste große Einsatz nach Kriegsende und auf deutschem Boden fand während der Weihnachtskämpfe am 24. Dezember 1918 statt. Der Garde-Kavallerie-Schützen-Division und regulären Truppen unter dem Generalkommando des Generals Arnold Lequis gelang es nicht, die meuternde Volksmarinedivision aus dem Berliner Stadtschloss und dem Marstall zu vertreiben, die ihre von der Regierung geplante Verkleinerung verhindern und die Auszahlung zurückgehaltenen Solds erzwingen wollte. Danach wurde die Garde-Kavallerie-Schützen-Division durch ihren Einsatz bei der Niederschlagung des sogenannten Spartakusaufstands (Januaraufstand), die Ermordung von Karl Liebknecht und Rosa Luxemburg im Januar 1919 sowie die Teilnahme am Kapp-Lüttwitz-Putsch 1920 bekannt.

## Gliederung
Die Gliederung entsprach einer Kavallerie-Schützen-Division des Heeres in drei Kavallerie-Schützen-Kommandos mit jeweils mehreren Freiwilligen-Verbänden in Bataillonsstärke.
- Kavallerie-Schützen-Kommando 11
  - Dragoner-Regiment 8
  - Lehr-Infanterie-Regiment
  - Freikorps Lützow (verstärktes Infanterie-Regiment)
- Kavallerie-Schützen-Kommando 14
  - Husaren-Regiment 8
  - Husaren-Regiment 11
  - Ulanen-Regiment 5
- Kavallerie-Schützen-Kommando 38
  - Kürassier-Regiment 4
  - Jäger-Regiment zu Pferde Nr. 2
  - Jäger-Regiment zu Pferde Nr. 6

Als Divisionsartillerie fungierte das 3. Garde-Feldartillerie-Regiment.
Divisionstruppen: 1 Radfahr-Kompanie, 1 Pionier-Bataillon, 1 Minenwerfer-Kompanie, 1 Flieger-Abteilung, 1 Flak-Batterie, je 1 Fernsprech- und Funkerabteilung, mehrere Fuhrpark- und Munitionskolonnen, 1 Sanitätskompanie, 1 Lastkraftwagenkolonne und zwei Panzerautos.
Der Division angegliedert war vom Freikorps Schleswig-Holstein das Regiment Seyfert zu vier Kompanien und die aus den etwa bataillonsstarken Freikorps Küntzel, Gentner und Loeschebrand zusammengestellte Freiwilligen-Brigade Taysen.
Aus der Technischen Abteilung der Division ging die Technische Nothilfe hervor, die den Betrieb bestreikter Anlagen im Auftrag des Besitzers sicherstellen sollte. Diese Nothilfe war wiederum der Vorläufer des heutigen Technischen Hilfswerkes.
Im April 1919 bildete die Garde-Kavallerie-Schützen-Division zusammen mit der Marine-Division unter Generalmajor Paul von Lettow-Vorbeck das Garde-Kavallerie-Schützen-Korps.
Das in Berlin-Lichterfelde stationierte Garde-Schützen-Bataillon stand, trotz der Namensähnlichkeit, in keinem Zusammenhang mit der Garde-Kavallerie-Schützen-Division. Allerdings schlossen sich einzelne Angehörige dieses Bataillons, darunter Robert M. W. Kempner, der Division an.

## Bekannte Angehörige
- Karl Angerstein, Generalleutnant der Luftwaffe
- Curd Brand, SS-Brigadeführer
- Otto Braß, SS-Oberführer
- Wilhelm Canaris (als Verbindungsoffizier), Admiral, Leiter des Amtes Ausland/Abwehr im Oberkommando der Wehrmacht, 1945 als Widerstandskämpfer hingerichtet
- Leonardo Conti, SS-Obergruppenführer und Reichsgesundheitsführer
- Hans Günther von Dincklage, deutscher Jurist im besetzten Frankreich
- Oskar Dinort, Generalmajor, zuletzt Kommandeur der 3. Fliegerschuldivision
- Kurt Eggers, nationalistischer Schriftsteller und Waffen-SS-Untersturmführer; nach seinem Tod wurde die Kriegsberichter-Standarte der Waffen-SS in SS-Standarte Kurt Eggers umbenannt
- Herbert Grabert, evangelischer Theologe und rechtsextremer Verleger
- Friedrich Grabowski Pressechef der GKSD und beteiligt an der Ermordung von Liebknecht und Luxemburg
- Ulrich Grauert, Generaloberst der Luftwaffe
- Fritz Grünspach, Anwalt aller des Mordes an Liebknecht und Luxemburg Angeklagten sowie von Pabst nach dem Kapp-Putsch
- Walter von Hippel, Generalleutnant der Luftwaffe
- Otto Hoffmann von Waldau, General der Flieger
- Paulus van Husen, Widerstandskämpfer gegen Hitler, später Verfassungsgerichtspräsident NRW
- Erwin Jaenecke, Generaloberst
- Paul Jorns, Kriegsgerichtsrat der GKSD
- Hans Kehrl, SS-Brigadeführer
- Eugen von Kessel, Führer der fliegenden Kraftfahrstaffel Kessel
- Ulrich Kessler, General der Flieger
- Heinrich Lankenau, SS-Gruppenführer und Generalleutnant der Polizei
- Arnold Lequis, General der Infanterie, Kommandeur der 104. Infanterie-Brigade und Gouverneur von Metz
- Georg Lindemann, Generaloberst und Wehrmachtbefehlshaber Dänemark
- Rudolf Liepmann, Mörder von Karl Liebknecht
- Otto Lummitzsch, Pionieroffizier, Architekt und Bauingenieur, Gründer der Technischen Nothilfe
- Reinhard Neubert, Reichstagsabgeordneter der NSDAP
- Hans Nieland, Mineraloge, Professor und Korvettenkapitän der Kriegsmarine
- Waldemar Pabst, Erster Generalstabsoffizier der GKSD und Teilnehmer am Kapp-Putsch
- Horst von Pflugk-Harttung, Kapitänleutnant, beteiligt am Mord an Karl Liebknecht
- Heinz von Pflugk-Harttung, Hauptmann, beteiligt am Mord an Karl Liebknecht, Adjutant von Waldemar Pabst
- Curt Pohlmeyer, SS-Brigadeführer und Generalmajor der Polizei
- Ulrich von Ritgen, beteiligt am Mord an Karl Liebknecht
- Hermann Souchon, Oberst der Luftwaffe, mutmaßlicher Mörder von Rosa Luxemburg
- Heinrich Stiege beteiligt am Mord an Karl Liebknecht
- Otto Teetzmann, SS-Oberführer
- Kurt Vogel, beteiligt am Mord an Rosa Luxemburg

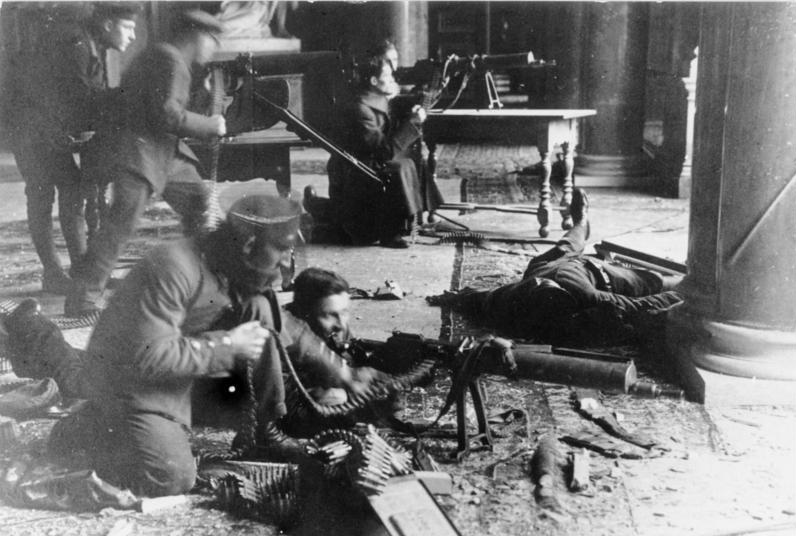
Revolutionäre Soldaten während der Weihnachtskämpfe im Pfeilersaal des Berliner Schlosses
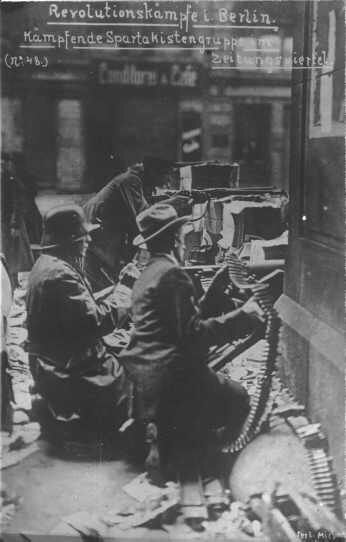
Spartakisten im Kampf gegen Regierungstruppen im Berliner Zeitungsviertel
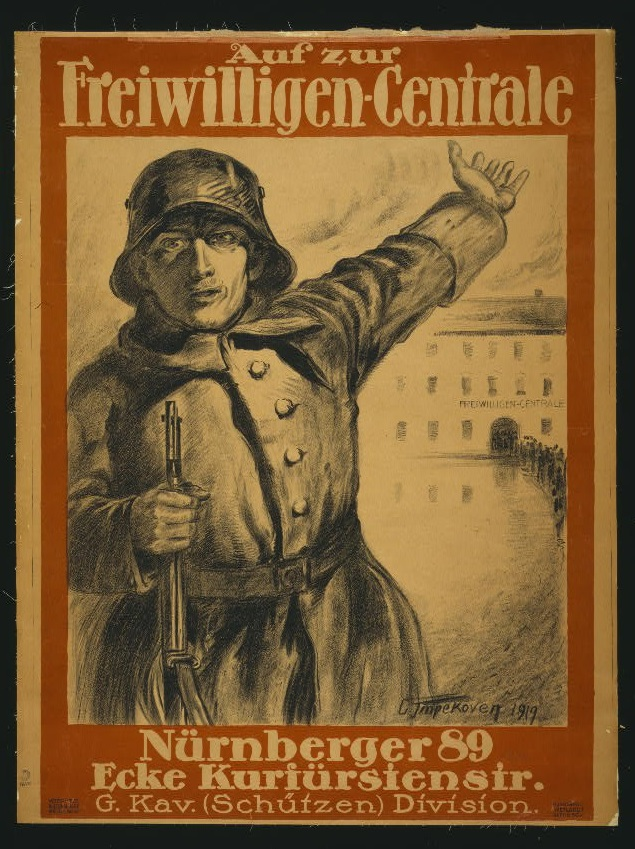
Werbeplakat der Garde-Kavallerie-Schützen-Division 1918
Aufruf der Garde-Kavallerie-Schützen-Division an die Berliner Bevölkerung